# Olha Dutschyminska

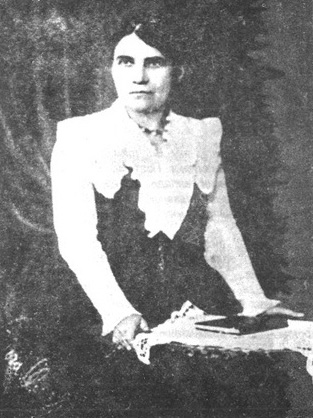
Olha Dutschyminska

Olha Wassyliwna Dutschyminska (ukrainisch Ольга Василівна Дучимінська, russisch Ольга Васильевна Дучиминская Olga Wassiljewna Dutschiminskaja; * 8. Juni 1883 in Mykolajiw, Königreich Galizien und Lodomerien, Österreich-Ungarn; † 24. September 1988 in Iwano-Frankiwsk, Ukrainische SSR) war eine ukrainische Schriftstellerin, Literaturkritikerin, Übersetzerin, Journalistin und eine Organisatorin der galizischen Frauenbewegung.

## Leben
Olha Dutschyminska kam im heutigen Rajon Pustomyty der ukrainischen Oblast Lwiw zur Welt. Sie absolvierte 1902 das Mädcheninstitut in Przemyśl und lehrte anschließend an Schulen in den Regionen Lwiw und Stanislav. Ihr erstes Gedicht wurde von Iwan Franko im Februar 1905 in Lwiw veröffentlicht.
Gemeinsam mit Kostjantyna Malyzka (Костянтина Іванівна Малицька; 1872–1947) und Natalija Kobrynska veröffentlichte sie eine Reihe von Artikeln zur Frauenrechtsbewegung. Von 1939 an war sie am Ethnografischen Museum in Lwiw beschäftigt.
Sie publizierte 1945 die Geschichte Eti über den Genozid der Juden. Die Behörden, die das Werk negativ bewerteten, schlugen ihr vor, über die ukrainischen Nationalisten, die während des Zweiten Weltkrieges Juden und andere Sowjetbürger getötet und ausgeraubt hatten, zu schreiben, was sie jedoch ablehnte.
Am 22. November 1949 wurde die zu diesem Zeitpunkt 66-jährige Dutschyminska verhaftet, weil sie beschuldigt wurde, an der Ermordung des ukrainischen Schriftstellers Jaroslaw Halan (Ярослав Олександрович Галан; 1902–1949) beteiligt gewesen zu sein. Nach anderthalb Jahren in Untersuchungshaft wurde sie im Mai 1951 von einem Militärgericht zu 25 Jahren Lagerarbeit verurteilt, die sie in Sibirien verbüßte, bis ihre Haftzeit auf 10 Jahre reduziert und sie, nach einer Amnestie am 19. Dezember 1958, entlassen wurde.
Nach ihrer Rückkehr aus Sibirien lebte sie bei verschiedenen Bekannten wie unter anderem bei Iryna Wilde in Lwiw, bei der Familie von Olha Kobyljanska in Czernowitz und ab 1978 verbrachte sie ihre letzten 10 Lebensjahre bei Myroslawa Antonowytsch (Мирослава Володимирівна Антонович; 1913–2000), einer Gefährtin aus dem Gulag und Cousine von Stepan Bandera, in Iwano-Frankiwsk, wo sie im Alter von 105 Jahren starb. Im November 1992 wurde sie posthum rehabilitiert.
Dutschyminska unterhielt freundschaftliche Beziehungen zur Kinderbuchautorin Iwanna Blaschkewytsch (Іванна Омелянівна Блажкевич; 1886–1977), korrespondierte mit Stanisław Vincenz und stand mit vielen weiteren Personen des kulturellen Lebens ihrer Zeit wie Natalija Kobrynska in Verbindung.

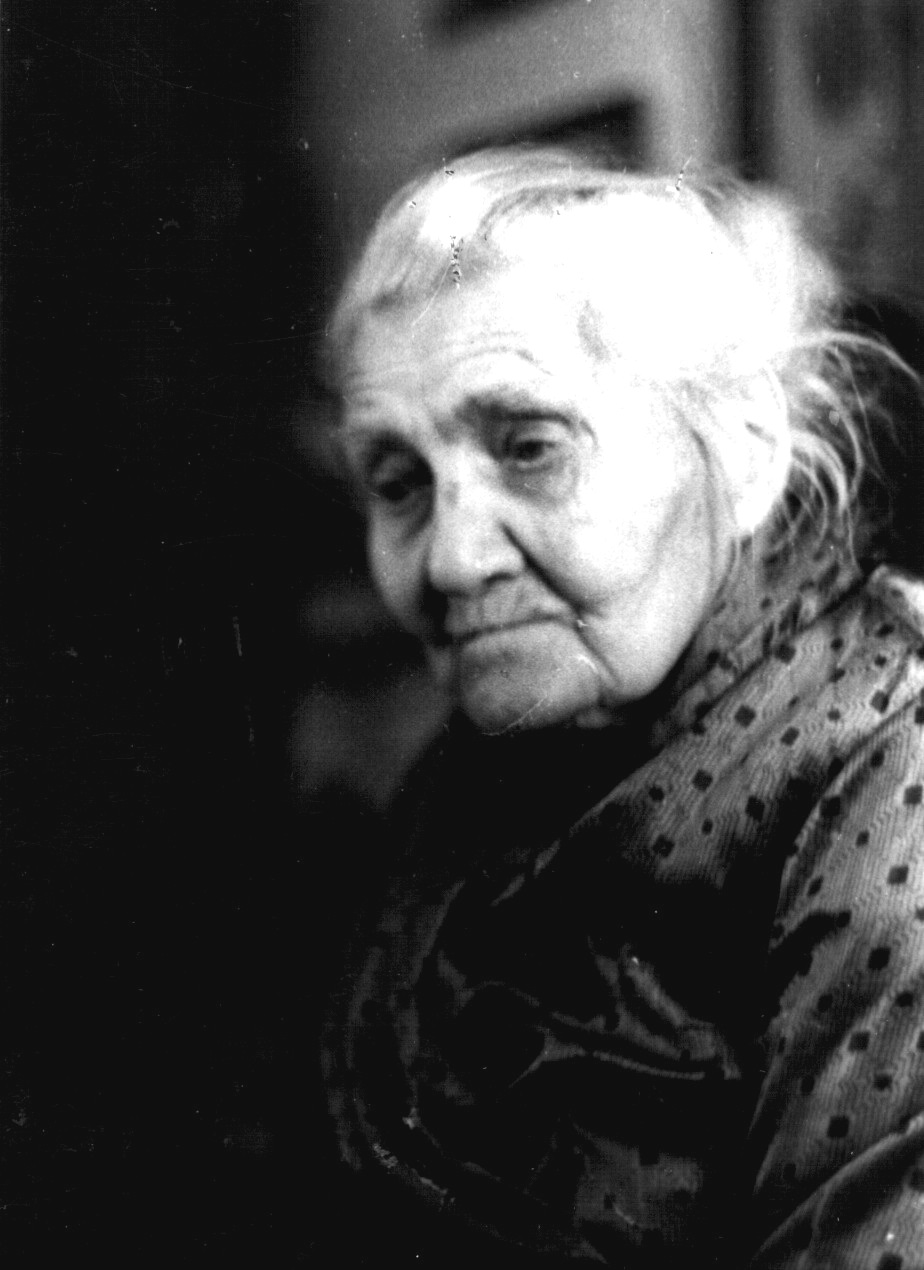
Olha Dutschyminska in hohem Alter

## Werk
Olha Dutschyminska schrieb Gedichte und Kurzgeschichten, forschte, sammelte und veröffentlichte zahlreiche Sachliteratur zur Ethnografie und Kultur der Huzulen und verfasste Memoiren über Olha Kobyljanska und Natalija Kobrynska. Außerdem übersetzte sie Werke aus der tschechischen, deutschen und russischen Sprache ins Ukrainische.

## Ehrungen
In ihrem Geburtsort wurde 1995 die Schule nach ihr benannt und zu ihrem Gedenken ein Museumsraum eingerichtet. In Kolomyja ist eine Straße ihr nach benannt.